# Pont-à-Celles
Pour les articles homonymes, voir Pont (toponyme) et Celles.
Pont-à-Celles (en wallon Pont-a-Cele) est une commune francophone de Belgique située en Région wallonne dans la province de Hainaut. La commune s'étend sur 56,10 km². Le 01/01/2024, la commune comptait 17 650 habitants.
Elle est née le 1er janvier 1977 de la fusion de Pont-à-Celles, Buzet, Liberchies, Luttre, Obaix, Thiméon et Viesville.

## Étymologie
Pont-à-Celles tire son nom du latin Cella, signifiant chambre ou cellule de moine, probablement en raison de la présence du monastère fondé, au VIIe siècle — en 670 selon Joseph Delmelle —, par saint Amand (apôtre de la Belgique). On trouve aussi les formes Celles, Celles-sur-le-Piéton, Cellis.
La juridiction sur laquelle se trouvait ce monastère primitif, et ensuite le prieuré administré par les Prémontrés de l'abbaye de Parc, s'appela Celle puis Celles.

## Géographie

### Hydrographie
Pont-à-Celles est traversé par le canal Bruxelles-Charleroi, lequel a été creusé le long du Piéton, qui reçoit plusieurs petits ruisseaux, dont le Buzet, la Rampe et le Tintia. Il fait partie du bassin de la Meuse.

### Sections de commune
| # | Nom           | Superf. (km²) | Habitants (2020) | Habitants par km² | Code INS |
| - | ------------- | ------------- | ---------------- | ----------------- | -------- |
| 1 | Pont-à-Celles | 14,58         | 6.018            | 413               | 52055A   |
| 2 | Obaix         | 8,64          | 1.647            | 191               | 52055B   |
| 3 | Buzet         | 8,33          | 1.706            | 205               | 52055C   |
| 4 | Luttre        | 12,24         | 3.421            | 279               | 52055D   |
| 5 | Thiméon       | 6,06          | 2.161            | 356               | 52055E   |
| 6 | Viesville     | 6,25          | 2.294            | 367               | 52055F   |

## Démographie

### Démographie: Avant la fusion des communes
- Source: DGS recensements population

### Démographie: Commune fusionnée
En tenant compte des anciennes communes entraînées dans la fusion de communes de 1977, on peut dresser l'évolution suivante :
Les chiffres des années 1831 à 1970 tiennent compte des chiffres des anciennes communes fusionnées.
- Source: DGS , de 1831 à 1981=recensements population; à partir de 1990 = nombre d'habitants chaque 1 janvier[2]

## Histoire
Le nom de Pont-à-Celles apparaît pour la première fois vers le XVIe siècle, lorsque les religieux de l'abbaye de Parc construisent un pont sur la rivière Piéton, proche de l'église. Les paroissiens de Luttre et d’Hairiamont, villages proches, doivent alors, pour se rendre à la messe, passer par le « pont à Celles ». Petit à petit, ce nom s'étend à toute la paroisse dont le territoire couvre six seigneuries.
Avant 1161, l'abbaye de Parc à Heverlee reçoit de Godefroid III, duc de Lotharingie, et de Francon, châtelain de Bruxelles, le patronage de l'église de Celles avec sa dotation, les grandes et menues dîmes. Ce transfert à l'abbaye de Parc est confirmé par le pape Alexandre III en 1279. En même temps, l'archidiacre de Liège, Amelric, incorpore complètement à l'abbaye l'église de Celles, première église à être administrée directement par ces chanoines prémontrés.
Le dernier curé régulier, F. Bilman, meurt en 1832. Aux archives de l'Etat Belge, restent 23 pièces d'un procès opposant le curé Bilman à Pierre Guislain au sujet de la récupération de fermages (1811-1813) .
Lorsqu'en 1795, les Français suppriment les six seigneuries et créent une nouvelle commune, ils adoptent le nom de la paroisse.

## Armoiries
|  | Blason de Pont-à-Celles. Elles ont été à nouveau octroyées le 16 septembre 1977. Blasonnement : De gueules au sautoir d’or. - Arrêté royal : 25 février 1924 |

## Politique et administration

### Conseil et collège communal 2024-2030
| Collège communal  |                        |    |
| ----------------- | ---------------------- | -- |
| Bourgmestre       | Philippe Knaepen       | MR |
| 1er Échevine      | Ingrid Kairet-Colignon | MR |
| 2e Échevine       | Amandine Sautier       | PS |
| 3e Échevin        | Philippe Pieters       | MR |
| 4e Échevin        | Emmanuel Van Landeghem | PS |
| 5e Échevine       | Marie Demeure          | MR |
| Président du CPAS | Romuald Buckens        | PS |

## Patrimoine et culture

### Patrimoine architectural
- Liste du patrimoine immobilier classé de Pont-à-Celles.
- Eglise Saint-Jean-Baptiste. Edifice construit au milieu du XIXe siècle[8].
- Ferme de l'Aulnois, rue Aulnoy. Ferme clôturée datée de 1834[9].
- Ferme de la Chaussée. Ferme clôturée datant du XIXe siècle[10].
- Maison communale. Bâtiment de style néo-classique construit au XIXe siècle.
- Chapelle Notre-Dame des Affligés. Construite en 1886[11].
- Chapelle Saint-Hubert, rue de Couriau. Potale du XVIIIe siècle, qui serait due aux Prémontés de l'abbaye de Parc.
- Ferme de Couriau. Ancienne possession de l'abbaye de Parc à Heverlee, dont l'abbé Jérôme de Waersegghere entrepris une restauration en 1722, construite après la guerre de Louis XIV à la fin du XVIIe siècle contre les Provinces-Unies[12].
- Presbytère, rue de l'Eglise. Bâti de 1755 à 1757 sous l'abbé Alexandre Slootmans, ancien prieuré des Prémontrés de l'abbaye de Parc[13].
- Maison de style art-nouveau, située rue des Ecoles[12].
- Ferme de la Neuville. Ferme clôturée datant de 1790[14].

## Personnalités liées à la commune
- Christian Dupont, ancien bourgmestre (1989-2003) (2009-2018), ancien ministre.
- Thomas Carmoy (2000), sauteur en hauteur.